# Chris Oxspring
Chris Oxspring, född den 13 maj 1977 i Ipswich i Australien, är en australisk professionell basebollspelare som tog silver vid olympiska sommarspelen 2004 i Aten.
Oxspring spelade 2005 för San Diego Padres i Major League Baseball (MLB).
Oxspring har även spelat 2001-2005 i Padres farmarklubbssystem, 2007 i Milwaukee Brewers farmarklubbssystem och 2011 i Detroit Tigers farmarklubbssystem. Han har även spelat i Japan, Sydkorea och Australien.
Oxspring representerade Australien i World Baseball Classic 2013. Han spelade två matcher (en start), varav han förlorade en, och hade en earned run average (ERA) på 3,52 och två strikeouts.